# Хвалковиці (Великопольське воєводство)
Хвалкові́це (пол. Chwałkowice) — село в Польщі, у гміні Стшалково Слупецького повіту Великопольського воєводства.
Населення — 120 осіб (2011).
У 1975—1998 роках село належало до Конінського воєводства.

## Демографія
Демографічна структура станом на 31 березня 2011 року:
|          | Загалом | Допрацездатний вік | Працездатний вік | Постпрацездатний вік |
| -------- | ------- | ------------------ | ---------------- | -------------------- |
| Чоловіки | 65      | 14                 | 43               | 8                    |
| Жінки    | 55      | 4                  | 34               | 17                   |
| Разом    | 120     | 18                 | 77               | 25                   |